# Kloster Maria Schutz (Schottwien)

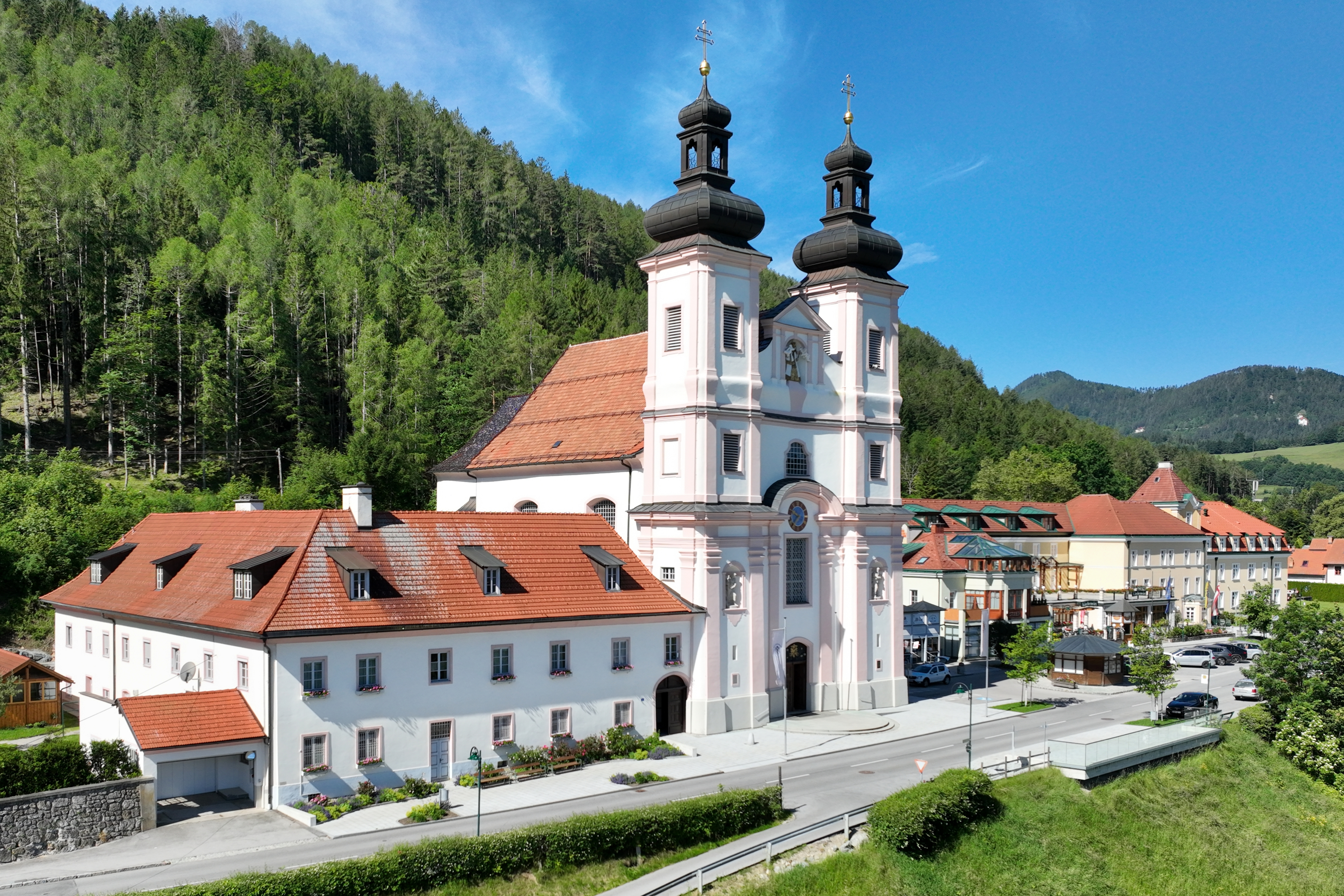
Links das ehemalige Priesterhaus und jetzige Klostergebäude

Das Kloster Maria Schutz steht baulich mit der Wallfahrtskirche Maria Schutz verbunden im Ortsteil Maria Schutz in der Ortschaft Göstritz der Marktgemeinde Schottwien im Bezirk Neunkirchen in Niederösterreich. Das Kloster steht unter Denkmalschutz (Listeneintrag).

## Geschichte
Von 1728 bis 1738 wurde mit der Bau der Wallfahrtskirche unter Graf Joseph Leopold Julius von Walsegg ein Haus für die Priester, welche die Wallfahrten begleiteten, erbaut. Das Gebäude wurde von 1783 bis 1934 als Pfarrhof genutzt. Bei einem Brand 1826 wurden die Dächer beschädigt. Im Jahr 1837 entstanden Schäden durch ein Erdbeben. Von 1945 bis 1947 wurden die Schäden durch Kampfhandlungen im Zweiten Weltkrieg behoben.
Im Jahr 1925 wurde die Wallfahrtskirche den Passionisten übergeben und das Priesterhaus bzw. Pfarrhof wurde zu einem Kloster adaptiert.

## Architektur
Das Kloster ist eine dreiseitige zweigeschoßige Anlage mit Walmdächern, baulich im Westen mit der Wallfahrtskirche verbunden, wodurch sich ein rechteckiger Innenhof bildet. Die Durchfahrt zum Innenhof ist kreuzgratgewölbt.
Im Südosten des Klosters im ersten Stock befindet sich eine nahezu quadratische Kapelle hl. Gabriel Possenti. Im Kapellenraum unter einer Flachdecke befindet sich eine Ausstattung und Einrichtung von 1925/1930. Der Tischaltar mit Aufsatz und Staffel zeigt das Altarbild hl. Gabriel Possenti in barocken Formen. Das Chorgestühl und die Leinwandbilder Schmerzensmann und Schmerzhafte Muttergottes entstanden in der zweiten Hälfte des 19. Jahrhunderts. Der barocke Patronatsstuhl wurde aus der Wallfahrtskirche hierher übertragen. Eine Statue Schmerzensmann schuf der Bildhauer Josef Fürthner aus Linz in der zweiten Hälfte des 20. Jahrhunderts.